# Evergetismo
Evergetismo è un termine coniato dallo storico francese André Boulanger (1923) e deriva dall'espressione greca εὐεργετέω ("io compio buone azioni"); indica la pratica, diffusa nel mondo classico, di elargire benevolmente doni alla collettività apparentemente in modo disinteressato.

## Antichità
In epoca romana, la pratica dell'evergetismo era particolarmente diffusa: il privato donava alla collettività, al popolo romano, i propri beni, ristrutturava strade, edifici pubblici, ecc.
Sarebbe troppo semplice ridurre, come fanno in molti, il fenomeno a una mera tecnica di creazione del consenso, anche perché la collettività beneficiava effettivamente dei doni.
In realtà, se da una parte la finalità di promuovere l'immagine personale non può essere esclusa dalle ragioni che spingevano gli evergeti a tali atti liberali, non si può sottovalutare il legame che, nell'antica Roma, particolarmente in epoca repubblicana, il singolo sviluppava con l'Urbe, in quanto oggetto etico e sociale (Heimat), fondamentale riferimento degli scopi esistenziali di ognuno.
Infatti, possiamo affermare che la beneficenza dei romani fosse rivolta in primo luogo alla città, per ricavarne, come detto, in parte sicuramente prestigio, ma soprattutto perché era intesa come una sorta di obbligo sociale. I poveri ne beneficiavano in misura assai ridotta: le istituzioni alimentari di Nerva e Traiano avevano lo scopo politico ed economico di sostenere la piccola proprietà terriera; le distribuzioni di pane e di altri generi alimentari alla plebe miravano a far sì che questa fosse devota all'imperatore.
In questo senso, l'evergete donava anche spinto dal senso di responsabilità, legato alla retorica del popolo romano, riferimento fondamentale dell'educazione repubblicana, per cui la città altro non era che un'estensione della familia e della gens.

## Età contemporanea
Benché il termine “evergetismo” sia oggi praticamente sconosciuto, il fenomeno è ben presente e diffuso nell'epoca contemporanea: prova ne siano le massicce donazioni al pubblico tramite la creazione di fondazioni, l'attività di volontariato, la filantropia, ecc. Pare innegabile che il centro quantitativo dell'evergetismo contemporaneo siano, ancora una volta, le nazioni più ricche e religiose: gli USA sono infatti lo Stato in cui, anche per ragioni connesse all'etica calvinista, la tendenza dei singoli privati all'evergetismo è più diffusa e, per ovvie ragioni, più sostanziosa.
C'è poi un fenomeno di evergetismo legato ai nuovi media. Il più evidente è forse l'open source, concetto questo che implica la cessione gratuita di lavoro e tempo a beneficio della collettività.